# Barnwell Manor

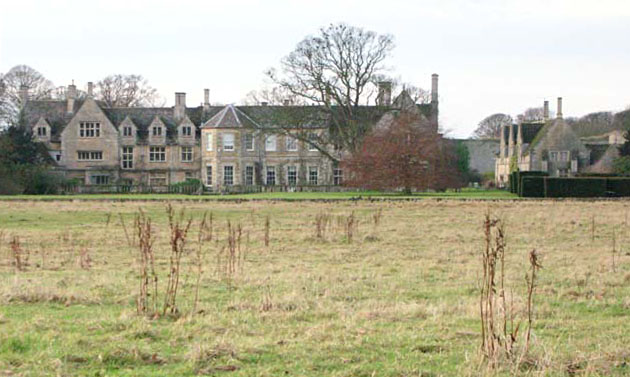
Barnwell Manor

Barnwell Manor é a histórica ex-residência do Duque e da Duquesa de Gloucester. Está localizada no vilarejo de Barnwell, perto de Oundle, Northamptonshire, Inglaterra.

## História
A mansão foi concedida à família Montagu pelo rei Henrique VIII em 1540, que a manteve até 1913. Em 1938, o príncipe Henrique, Duque de Gloucester, filho mais jovem de Jorge V, comprou a propriedade com a maior parte de seu legado do falecido rei. A esposa do duque, a princesa Alice, era filha de John Montagu-Douglas-Scott, 7° Duque de Buccleuch e 9° Duque de Queensberry, um descendente da família Montagu.
Em janeiro de 1995, foi anunciado que os Gloucester deixariam Barnwell, cuja manutenção custava entre £35 e £50 mil libras esterlinas por ano. Foi alugada durante sete anos para o antiquário Berenger. A família ainda possui a propriedade, que engloba 2.500 acres de fazenda, mas vive somente em um apartamento do Palácio de Kensington nos dias de hoje.
A mansão tem quatro salas de recepção, sete quartos principais e seis banheiros. Próxima da mansão estão as ruínas do Castelo de Barnwell, construído por volta de 1266 por  Berenger le Moyne. O castelo foi vendido para a Abadia de Ramsay em 1276, que o manteve até 1536, quando passou para o rei. Como a mansão elizabetana tornou-se a residência principal, grande parte do castelo foi demolida em 1704.